# Євротунель
Євротуне́ль, тунель під Ла-Маншем (фр. le tunnel sous la Manche, англ. the Channel Tunnel чи Euro Tunnel) — тунель, що з'єднує континентальну Європу з Великою Британією. Одна з найбільших будівель ХХ ст. і символ об'єднаної Європи, раніше він був найдовшим тунелем у світі.
Тунель має довжину близько 51 км, з них 39 км — безпосередньо під дном моря.
Тунель відкритий 6 травня 1994, перший потяг пройшов по тунелю 20 червня 1993.
Ідеї сталого сполучення через протоку існували ще в 1802. Успіхом завершився організований Євротунелем проєкт будівництва в 1988. В 1994 через тунель було відкрито сполучення. Витрати на проєкт на 80 % перевищили заплановані, а його концесіонер, Євротунель, переоцінив потік транспорту і мав фінансові ускладнення. В 1996 через пожежу було тимчасово зупинено рух. Нелегальні іммігранти та біженці намагались використовувати тунель для потрапляння до Великої Британії, що викликало деякі дипломатичні суперечки щодо розміщення табору для біженців Сангате, котрий, однак, було закрито в 2002.
В спорудженні двох транспортних та одного сервісного тунелів було задіяно 11 прохідницьких щитів. Тунелем курсують пасажирські потяги Євростар на основі французьких TGV, та човникові потяги для перевезення вантажу. Комплекс має власний парк сервісних машин. Термінали для авто знаходяться в Черітоні та Кокуель, тому мають сполучення з британськими та французькими автострадами. Американське товариство цивільних інженерів (англ. American Society of Civil Engineers) оголосило Євротунель одним з семи чудес сучасності.

## Історія виникнення

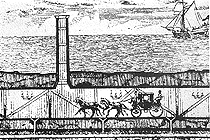
Ескіз Альберта Матьє-Фав'є

Ідея будівництва тунелю під Ла-Маншем виникла в 1750 в стінах Ам'єнського університету. Саме там була обіцяна спеціальна премія тому, хто розробить проєкт тунелю з Франції до Англії. Першим інженером, що розробив проєкт тунелю був француз Демар'є.
У 1802 французький інженер Альберт Матьє-Фав'є також висловив ідею будівництва тунелю. За проєктом тунель мав освітлюватись мастильними лампами і ним мали подорожувати кінні екіпажі. Для вентиляції передбачались віддушини, що вели б на поверхню моря. В ті часи вартість будівництва було оцінено в 1 мільйон фунтів стерлінгів (близько 64,4 мільйони в сьогоднішніх цінах ).
Проєкт передбачав побудову 15-кілометрової секції зі сторони Франції, та інші 15 км зі сторони Англії, які мали б з'єднатися в центрі Ла-Маншу на мілині, якою був би штучний острів.
Цей проєкт було запропоновано Наполеоном під час укладення мирного договору між Англією і Францією, однак через війни він так і лишився на папері.
У 1832 французький гірничий інженер Томе де Гамон пропонував прорити тунель з 13 вентиляційними трубами, або побудувати міст, який би опирався на намивні острови.
Наполеон III та королева Вікторія в 1860 узгодили новий французький план тунелю, який передбачав встановлення ящикоподібних збірних елементів на морському дні, але згодом цей план також було відхилено.
У 1875 Пітер Вільям Барлов, один з будівельників першого метрополітену у світі — лондонського, запропонував провести сталеву трубу дном протоки, в середині якої буде розміщено тунель. Однак ідею також відхилили.
Одночасно французький і англійський парламенти прийняли постанову про будівництво тунелю. Через відсутність фінансування проєкт було запущено лише через рік.
У 1876 було проведено геологічні роботи, і 21 жовтня того ж року біля міста Сангатт французи почали рити тунель зі свого боку.
18 березня 1883 року будівництво було зупинено, бо британці побоювались, що готовий тунель полегшить вторгнення ворогів на територію Великої Британії. До того часу було прорито 2 026 метрів з англійського боку і 1 829 метрів — з французького.
У 1922 році робітники почали бурити тунель поблизу Фолкстона. Після того, як було завершено 128 метрів, з політичних причин проєкт знову було зупинено.

## Будівництво Євротунелю

### Проєкт сучасного тунелю
Після Другої світової війни ідея побудови тунелю знову була відроджена. В 1955 р. у Франції була відновлена концесія з онуком першого концесіонера Леруа-Больє, який її отримав ще в 1876 для будівництва залізниці під Ла-Маншем. Проєктом зацікавилась також компанія Суецького каналу, що залишилась без замовлень. Вона мала великий вільний капітал і виявляла бажання узяти участь в реалізації дуже давнього задуму. Справа навіть зрушилась з мертвої точки, але з'явились конкуренти — автомобілебудівні підприємства, які запропонували свій контрпроєкт. Вони запропонували не тунель, а гігантський міст над Ла-Маншем, позаяк він би експлуатувався не залізничними компаніями. Це також обіцяло великі замовлення на сталь для металургійних концернів протягом багатьох років.
Після жорстких суперечок цей проєкт також було відкладено.
У 1957 було сформовано дослідницьку групу, яка в 1960 у своєму звіті порекомендувала прорити два головних тунелі і один службовий між ними.
Проєкт було схвалено і запущено у 1973. Але через чергові фінансові проблеми через 2 роки, коли було прокопано тунель довжиною 250 м, його знову було зупинено. Також будівництвом почали обурюватись мешканці графства Кент, які вважали, що будівництво нанесе велику шкоду природному середовищу.
У 1984 уряди Великої Британії та Франції прийшли до висновку, що без додаткового залучення коштів будівництво неможливе. З чотирьох запропонованих було обрано план, найбільш схожий на проєкт 1973 р. 20 січня 1986 його було опубліковано. 12 лютого обидва уряди підписали договір про будівництво тунелю в Кентербері і ратифікували його у 1987.
Згідно з проєктом, тунель мав з'єднувати два міста — Кале з французького боку і Фолкстон з англійського (цей шлях довший за найкоротший). Рити планувалось в податливому крейдяному геологічному шарі, тому тунель мав лежати нижче, ніж планувалось — приблизно на 50 м нижче дна протоки, причому південна частина мала лежати глибше, ніж північна. Через це французам спочатку довелось будувати шахту діаметром 50 м і глибиною 60 м, щоб досягнути пісковика.

### Будівництво
Головним підрядником будівництва став англо-французький консорціум TransManche Link, що складався з 10 будівельних компаній і 5 інвестиційних банків обох країн. Для будівництва тунелю було розроблено 11 спеціальних прохідницьких щитів з діаметром ротора 8 м. Під час роботи ротор обертався з частотою 2-3 об/хв.
Ці машини під час роботи одночасно зміцнювали стіни бетонними сегментами, які охоплювали стовбур тунелю півтораметровими кільцями. На встановлення кожного кільця йшло в середньому 50 хв. Через різні конструкції машин і умови для буріння англійські машини в середньому за тиждень прокопували близько 150 м, тоді як французькі — 110 м. Після того, як щити зустрілись неподалік від середини тунелю (англійці прорили більше половини), французькі машини розібрали і вивезли, а англійські відвели в бік від основного тунелю і лишили.
Для того, щоб обидва кінці зустрілись в одному місці, було розроблено лазерну систему дистанційного зондування. Завдяки цій системі обидві сторони зустрілись в призначеній точці 1 грудня 1990 р. на глибині 40 м від дна протоки. Похибка склала лише 358 мм по горизонталі та 58 мм по вертикалі. Всього англійською стороною було пророблено 84 км тунелів, а французькою — 69 км. Останні метри тунелю англійські та французькі бурильники пробили вручну — за допомогою кирок і лопат.
За час будівництва було видалено 8 млн м³ породи. Кожна сторона розпорядилась своєю частиною по-своєму. Французи просто змішали землю з водою і вивели отриману пульпу назад в море. Англійці ж розпорядились обачніше. На британському березі з цієї породи було утворено штучний мис Шекспіра площею 90 акрів (360 000 м²), на якому пізніше створили парк.
Проєкт було завершено за 7 років силами 13 000 робітників та інженерів.
Напередодні запуску тунелю, як експеримент, туди запустили молодих туристів, що вели себе дуже збуджено. Після того, як 118 молодих людей пішки досягли Франції, пустили пробний електропотяг.
6 травня 1994 Євротунель було урочисто відкрито лідерами держав-учасниць — королевою Великої Британії Єлизаветою II і президентом Франції Франсуа Міттераном.
Після 8 500 років з часів останнього льодовикового періоду стало знову можливим перейти сушею з континентальної Європи на Британські острови.

### Система безпеки

Розріз Євротунелю.

Євротунель складається з трьох тунелів — два основних рейкових для потягів, що рухаються на північ і південь, і один невеликий сервісний тунель. Сервісний тунель через кожні 375 м має переходи, що об'єднують його з основними. Його розроблено для доступу до основних тунелів обслуговуючим персоналом і для аварійної евакуації людей в разі небезпеки.
Кожні 250 м обидва основні тунелі з'єднуються між собою системою вентиляції, розміщеною над сервісним тунелем. Ця система повітряних шлюзів дозволяє звести нанівець ефект кулі, що утворюється потягами, направляючи повітряні потоки в сусідній тунель.
Всі три тунелі мають дві розв'язки, що дозволяють потягам безперешкодно пересуватись між тунелями.
Систему безпеки Євротунелю було випробувано двічі.
Перший раз, 18 листопада 1996, в тунелі сталася пожежа — загорівся потяг, що перевозив вантажівки. 34 особи з палаючого потяга, в основному водіїв машин, було евакуйовано в сервісний тунель прибулою французькою рятувальною службою. Вісьмох постраждалих вивезли з тунелю на машинах швидкої допомоги. Інших було евакуйовано за допомогою іншого поїзда, що рухався у протилежному напрямку. Пожежна команда гасила вогонь кілька годин поспіль, борючись з низьким тиском води в системі пожежогасіння, сильним протягом у вентиляції та високою температурою.
200 м тунелю було серйозно пошкоджено, ще 200 м було пошкоджено частково. Деякі ділянки тунелю було пропалено на 50 мм (товщина бетонного кільця, що охоплює тунель, дорівнює 450 мм). Останні вагони і локомотив поїзда було повністю виведено з ладу ().
Всі постраждалі згодом повністю одужали. Жертв не було в основному завдяки конструкції тунелю і злагодженій роботі служб безпеки Франції та Великої Британії.
Євротунель було знову відкрито через 3 дні, 21 листопада. Працював лише один тунель і лише для вантажних поїздів — правила безпеки забороняли пасажирські перевезення під час екстрених ситуацій. Пасажирський рух було поновлено повністю лише 4 грудня. Повністю Євротунель почав працювати з 7 січня 1997.
Вдруге, 10 жовтня 2001 один з потягів несподівано зупинився посеред тунелю. Виникла паніка серед пасажирів, багато з них мали приступи клаустрофобії. Люди провели під землею близько 5 годин, поки їх не евакуювали через сервісний тунель.

### Транспортна система

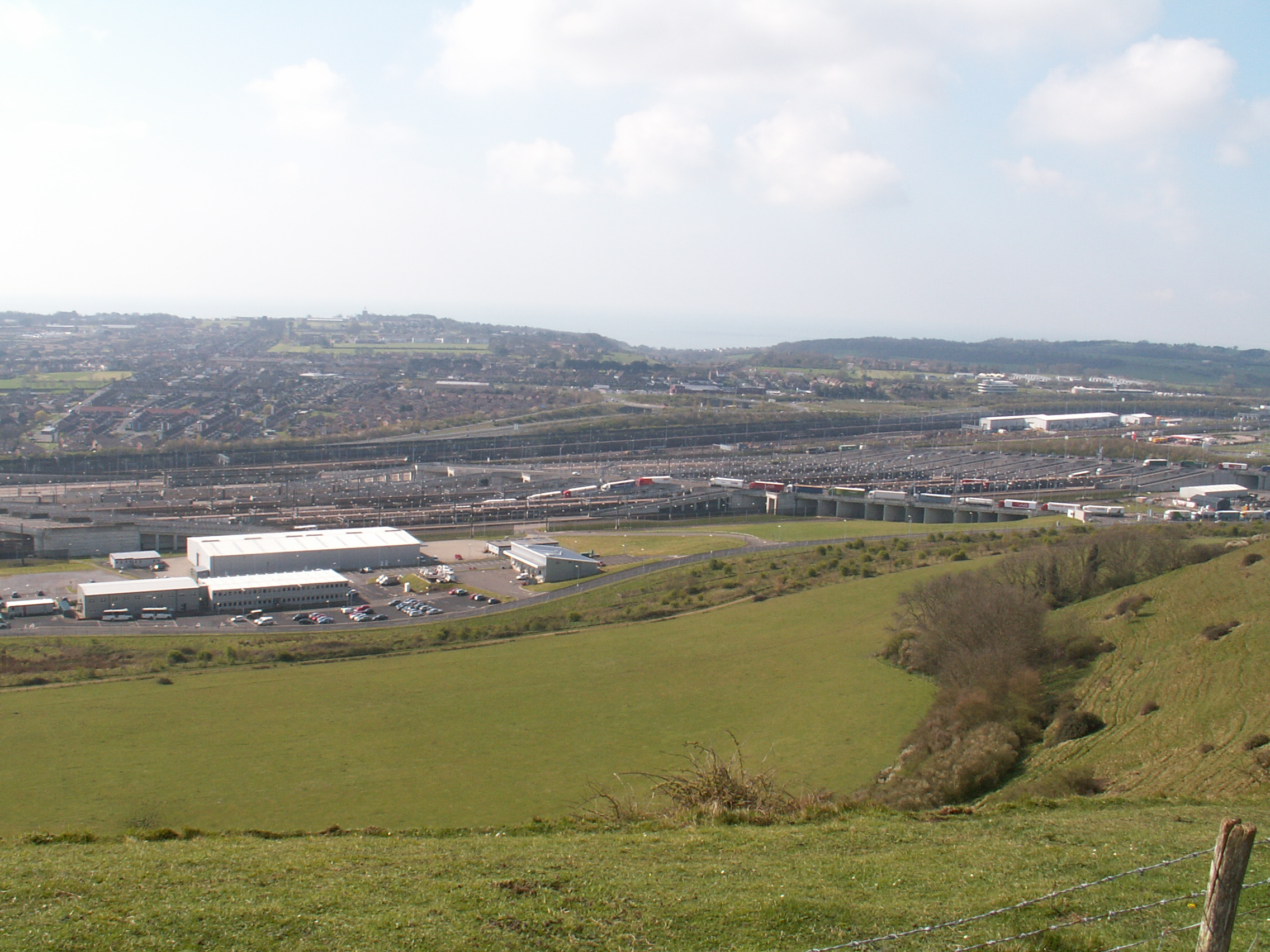
Термінал Євротунелю у Дуврі, Велика Британія

Максимальна швидкість потягу в тунелі сягає 160 км/год., через що рейки в момент проходження поїзда можуть сильно нагріватись. Для їхнього охолодження побудовано спеціальну систему: на обох кінцях лінії для циркуляції охолоджуючої рідини збудовано дві рефрижераторні станції.
Для Євротунелю побудовано лінію TGV LGV Nord Europe, завдяки чому з Парижа до Лондона можна дістатись за 2 години 35 хвилин.
Сам тунель Eurostar перетинає за 20 хвилин, а Shuttle — за 35 хвилин.
На лінії Євротунелю діє чотири типи поїздів:

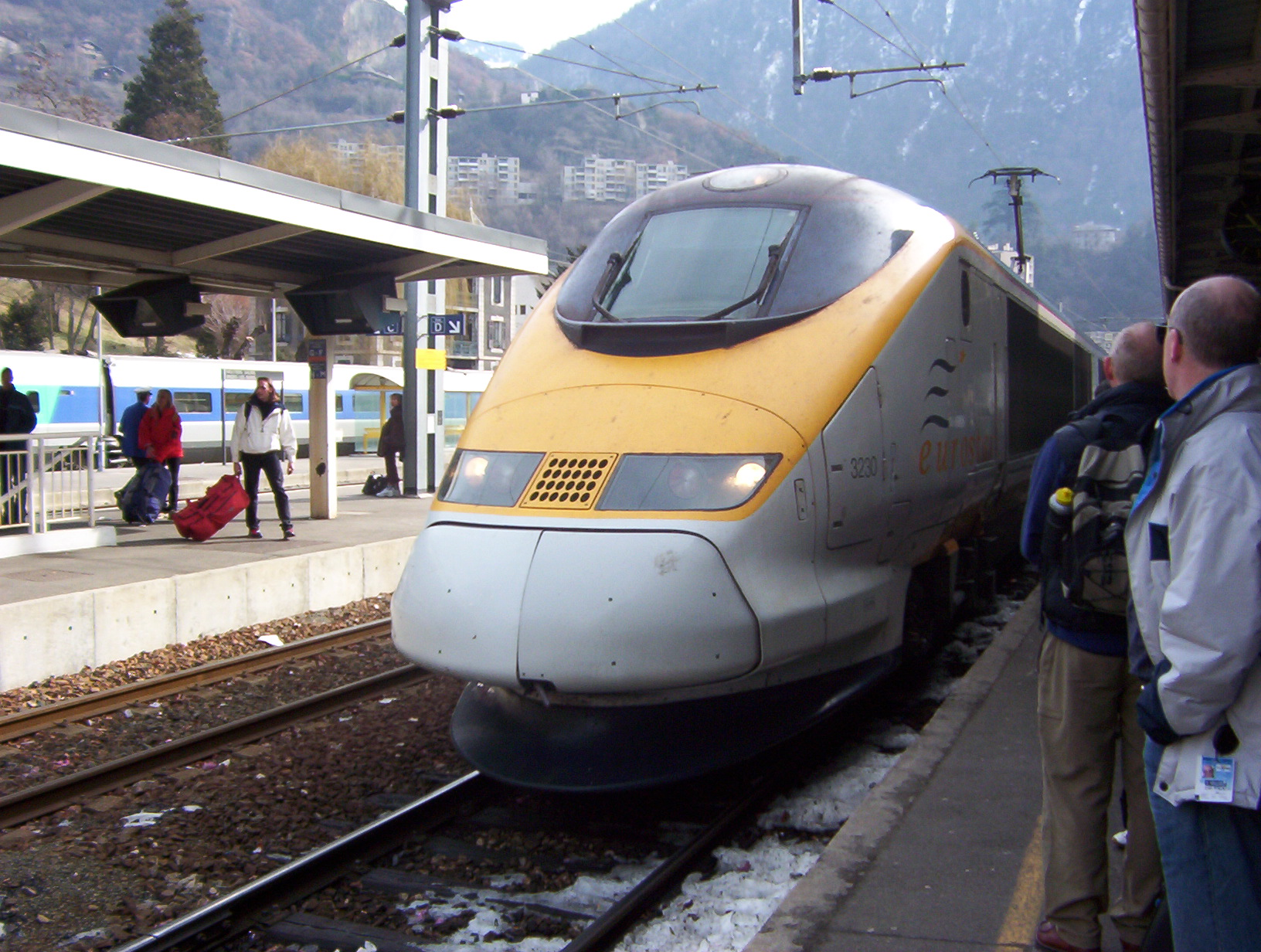
Поїзд TGV Eurostar.

- швидкісні пасажирські потяги Eurostar, що діють між лондонською залізничною станцією Ватерлоо, паризькою Gare du Nord і станцією Midi/Zuid в Брюсселі із зупинками в Ешфорді, Кале і Ліллі.
- пасажирські човникові поїзди Eurotunnel Shuttle, що перевозять автобуси, машини і фургони між Сангаттом і Фолкстоном. Завдяки особливій системі завантаження весь процес заїзду автомобіля у фургон займає не більше восьми хвилин, при цьому пасажири залишаються всередині своїх машин.
- Вантажні човникові потяги Eurotunnel Shuttle, з відкритими вагонами, в яких перевозять вантажівки, при цьому самі водії їдуть в окремому вагоні.
- Вантажні потяги. Ці потяги можуть перевозити різні вантажі і контейнери між Європою і Великою Британією.

По Франції та лінії Channel Tunnel Rail Link (на території Великої Британії) потяги Eurostar їдуть з високою швидкістю — крейсерська швидкість сягає 300 км/год. В тунелі швидкість знижується до 160 км/год.
Першу частину Channel Tunnel Rail Link, між тунелем і Еббсфлітом, було відкрито у 2003. Другу частину між Еббсфлітом і Сент-Панкрасом було відкрито 6 листопада 2007 році, тепер останню частину шляху до станції Ватерлоо поїзд Eurostar проходить із швидкістю 299 км/год. Поїздка на Eurostarі з Лондона до Парижа триває 2 години 15 хвилин, а з Лондона до Брюсселя — 1 годину 51 хвилину.
У 2004 році Євротунелем перевезено 7 276 675 пасажирів, 2 101 323 автомобілі, 1 281 207 фургонів і 63 467 автобусів.

У 2007 році Євротунелем перевезено 8 260 980 пасажирів, 2 141 573 автомобілі, 1 414 709 фургонів і 65 331 автобусів.

## Нелегальні іммігранти
Тунель став відносно легким засобом для нелегальних іммігрантів потрапити до Великої Британії, де соціальна політика прихильна до приїжджих іноземців.
Неподалік від Сангатта було розміщено центр для іммігрантів, що бажають потрапити у Велику Британію. Більшість з них, не чекаючи на рішення імміграційної влади, самовільно намагались потрапити на острів за допомогою Євротунелю.
Є кілька способів дістатися Великої Британії
- Потрапити у пасажирський поїзд. Деякий час після відкриття лінії, паспорти митниками майже не перевірялись, завдяки чому можна було легко сісти у вагон Eurostar і через 50 хвилин вийти непоміченим вже на іншому боці шляху. Однак із змінами паспортно-візового режиму (в основному через нелегальних іммігрантів) цей спосіб практично себе вичерпав.
- Сховатись у вантажному контейнері. Таким чином намагаються перетнути Ла-Манш більшість нелегалів. Цей шлях містить ряд небезпек. Якось в одному з контейнерів було виявлено тіла 52 азійських іммігрантів, що задихнулись під час руху поїзда.
- І нарешті, найскладніший і небезпечний — перетнути тунель пішки. Більшість мандрівників зупиняються вже на вході в тунель. Частина з них блукали і повертались назад. За всю історію лише кільком особам вдалось подолати такий маршрут.

У 2002 році британська влада встановила прослуховувальне і сканувальне обладнання на посту в Кенті в надії реєструвати людей, що сховались в контейнерах. А на початку 2003-го на вимогу англійського уряду французи закрили імміграційний табір в Сангатті, щоб віднадити охочих мандрувати таким чином, і оточили в'їзд в тунель парканом з колючим дротом.

## Кордон
Як один із перших міжнародних залізничних тунелів, Євротунель вимагав особливого підходу до контролю кордону. Офіційний кордон між Францією і Великою Британією проходить приблизно посередині тунелю (британська частина трішки довша). Британська ділянка є частиною графства Кент. Зазвичай прикордонний контроль здійснюється на кордоні чи у потязі. Докладна тристороння угода між прикордонними службами Великої Британії, Франції та Бельгії визначає зони контролю, де працівники прикордонної служби однієї з країн можуть виконувати обмежений митний огляд і забезпечувати правопорядок. Таким чином, в більшості випадків, зони контролю розташовані в кінці тунелю чи, для деяких експресів, самі потяги є зоною контролю.
Однак британський і французький уряди домовилися розмістити імміграційних працівників на протилежних кінцях тунелю, тобто пости французької імміграційної служби розміщені у Великій Британії, а британські — у Франції. Інколи це призводить до незвичайних інцидентів. Наприклад, якось французький поліцейський офіцер опинився у неміжнародній частині станції Ватерлоо, маючи при собі вогнепальну зброю. У 1990-х французькі представники закону намагались у британському терміналі у Фолкстоні арештувати французького працівника, який уникав призову в армію.

## Фінансування
Фінансування було вічною проблемою Євротунелю. Попри те, що частка Eurostar становить 66 % від загального числа перевезень на маршруті Брюссель — Париж — Лондон, в цілому Євротунель став збитковою справою. Всього на Євротунель витратили близько 10 мільярдів фунтів стерлінгів.
Євротунель — грандіозний проєкт 20 століття, який поки що не виправдав себе фінансово.